# 斯通氏孔雀鯛
斯通氏孔雀鯛，為輻鰭魚綱鱸形目隆頭魚亞目慈鯛科的其中一種，分布於非洲馬拉威湖南部流域，棲息深度55-80公尺，為特有種，體長可達5.5公分，棲息泥底質水域，以小型無脊椎動物為食，可做為觀賞魚。

## 擴展閱讀
維基物種上的相關：斯通氏孔雀鯛